# Movimento Umanista
Il Movimento Umanista  è una organizzazione internazionale i cui aderenti seguono e diffondono le idee dello scrittore argentino Mario Rodríguez Cobos, noto con lo pseudonimo di "Silo". L'ideologia del movimento è conosciuta come Nuovo umanismo, Umanismo universale o semplicemente come Siloismo. Il movimento nacque dopo il discorso tenuto nel 1969 dal suo fondatore a Punta de Vacas, una località delle Ande alla frontiera tra Cile e Argentina. Negli anni successivi il movimento ebbe una vasta diffusione internazionale.
In varie nazioni esistono o sono esistiti partiti umanisti che si rifanno in modo più o meno diretto all'ideologia umanista, e nelle elezioni del dicembre 1989 in Cile il locale Partido Humanista riuscì a fare eleggere la deputata Laura Rodríguez.